# El Vez
Robert López (Chula Vista, California, 1960), conocido por el nombre artístico de El Vez, es un músico, compositor y cantante estadounidense que actúa y graba, tanto material original como versiones de canciones clásicas de rock, mezclando el estilo de Elvis Presley con su propia herencia musical latina. Es conocido por expresar de forma revolucionaria su punto de vista a través de la sátira y el humor.

## Biografía
Lopez comenzó su andadura musical tocando la guitarra en la banda punk The Zeros. Como El Vez, es conocido por su alto nivel de producción y sus espectáculos frenéticos, con continuos cambios de vestuario y monólogos entre canción y canción que mezclan el humor con el activismo político. Se hace acompañar por dos coristas y bailarinas conocidas como "las Elvettes".
El personaje y el estilo diseñado por López es muy similar al de Elvis Presley, como sugiere su nombre artístico, sin embargo El Vez no es estrictamente un imitador de Elvis, sino que adopta el estilo y lo lleva a su terreno. En sus grabaciones y actuaciones en vivo también incluye versiones de artistas como David Bowie, Iggy Pop, John Lennon, Bob Dylan, Paul Simon, T. Rex, Queen y the Beatles.
En 2015 forma el grupo The Little Richards, con los que gira presentando el espectáculo "California Dreaming", junto a The Schitzophonics y Diana Death y sus novios.

## Discografía
- 1994 - How Great Thou Art
- 1994 - Fun in Español
- 1994 - Graciasland
- 1994 - Merry Mex-Mas
- 1995 - El Vez is Alive
- 1996 - Never Been to Spain (Until Now)
- 1996 - G.I. Ay! Ay! Blues
- 1998 - A Lad from Spain? and Son of a Lad From Spain
- 2000 - Pure Aztec Gold
- 2000 - NoElVezSi
- 2001 - Boxing with God
- 2002 - Sno-Way José
- 2013 - God Save The King

## Filmografía
- El Rey De Rock 'N' Roll (2000, documental)
- Mi vida loca (1993)
- Gospel Show in Madrid (2008)

## Premios y distinciones
Premios Óscar
| Año  | Categoría              | Canción     | Película | Resultado |
| ---- | ---------------------- | ----------- | -------- | --------- |
| 2014 | Mejor canción original | «Let It Go» | Frozen   | Ganadora  |